# Merete Nissen
Merete Nissen (født 1961, død marts 2020) var en dansk oversætter. Hun var cand.mag. i fransk og brasiliansk portugisisk og var ansat som administrator af Forfatterskolen. Hun har været medlem af redaktionen på Banana Split 1993-1998 og Almen Semiotik 1991-1996. Hun oversatte udvalgte brasilianske og specielt franske skønlitterære værker, senest: At tage tingenes parti af Francis Ponge i samarbejde med digteren Niels Frank. Fra 2002-2006 var hun desuden ekstern lektor på portugisisk afd., KU.
Merete Nissen valgte også at udnytte sit engagement på Forfatterskolen i en udadvendt praksis. Gennem sin tid som administrator på forfatterskolen var hun med til at arrangere en lang række litterære konferencer og seminarer, danske såvel som internationale.